# Longfaye
Longfaye  est un village de la commune et ville belge de Malmedy située en Région wallonne dans la province de Liège. 
Avant la fusion des communes de 1977, Longfaye faisait partie de la commune de Bévercé. 

## Situation
Village ardennais d'altitude le plus haut de la commune de Malmedy (habitations situées jusqu'à une altitude de 590 m), Longfaye se situe dans la partie sud du plateau des Hautes Fagnes et est complètement entouré de massifs forestiers. La localité voit naître le ruisseau de Roannay alors que le Bayehon coule plus à l'est.

## Description
Longfaye est un village assez étendu initialement composé de fermettes bâties de moellons de grès. Des constructions de type pavillonnaire sont venues s'ajouter plus récemment.

## Patrimoine
Sur la route du Bayehon, se trouve une chapelle construite en 1952 et dédiée à Notre-Dame de Banneux.

## Activités et loisirs
Longfaye compte une école communale située au centre du village.
Le village est un point de départ pour randonner sur le plateau des Hautes Fagnes. Plusieurs gîtes ruraux et des chambres d'hôtes sont situés à Longfaye.
La balade la plus connue est celle dite "des 2 vallées" ou "du Bayehon", une boucle de 8,7km au départ du Moulin du Bayehon et passant entre autres par la Cascade du Bayehon et le Vieux Chêne. La Cascade du Bayehon est la deuxième plus importante de Belgique, après celle de Coo.